# Weil der Stadt

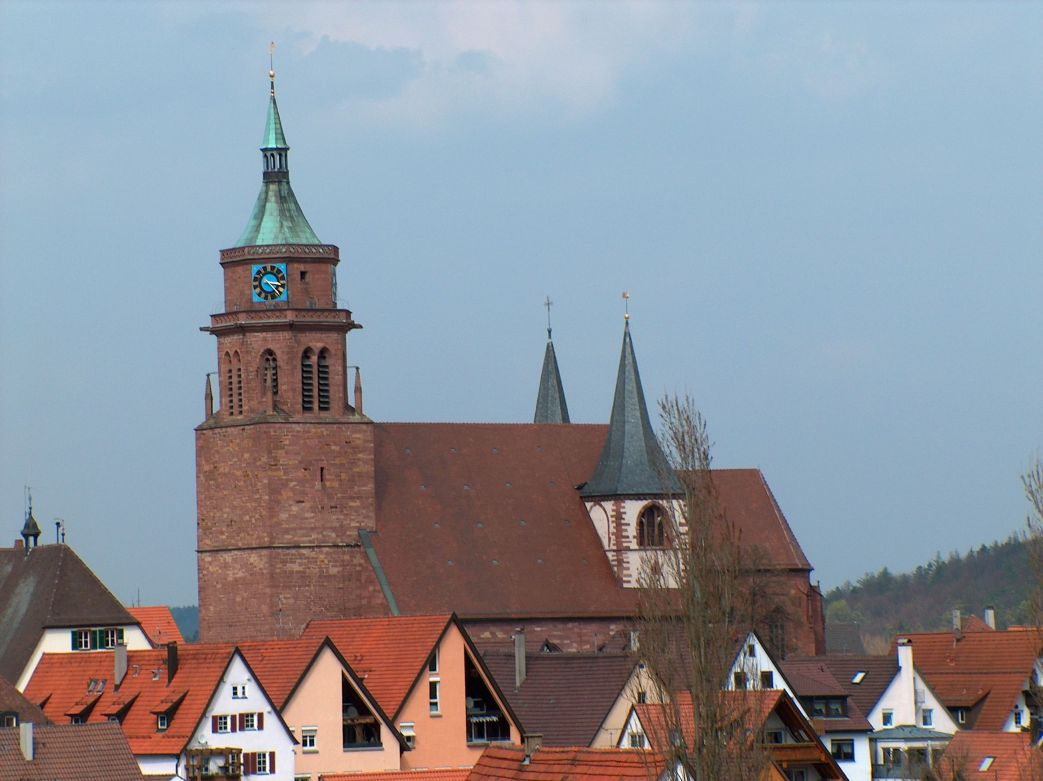
Kościół św. Piotra i Pawła (St. Peter und Paul)

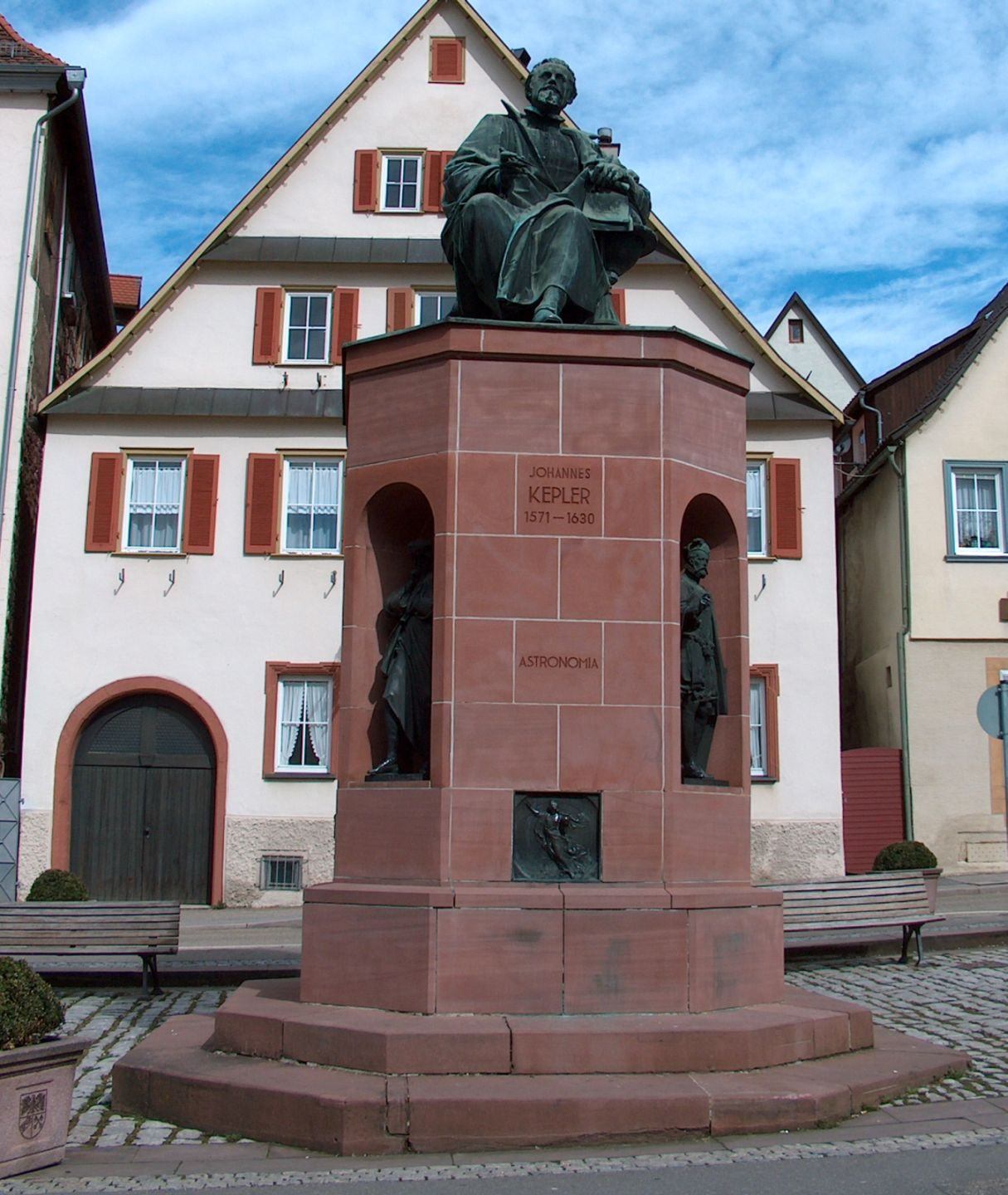
Pomnik Johannesa Keplera

Weil der Stadt – miasto w Niemczech, w kraju związkowym Badenia-Wirtembergia, w rejencji Stuttgart, w regionie Stuttgart, w powiecie Böblingen. Leży nad rzeką Würm, ok. 13 km na północny zachód od Böblingen, przy drodze krajowej B295.

## Osoby

### urodzeni w Weil der Stadt
- Johann Brenz, teolog
- Johannes Kepler, astronom
- Joseph Anton Gall, teolog

### związani z miastem
- Katarzyna Kepler, matka Johannesa Keplera
- Saskia Esken, deputowana do Bundestagu (SPD)